# Balle perdue 2
Pour les articles homonymes, voir Balle perdue.
Série
Balle perdue
(2020) Balle perdue 3
(2025)
Pour plus de détails, voir Fiche technique et Distribution.
Balle perdue 2 est un film français réalisé par Guillaume Pierret et sorti en 2022. Il fait suite à Balle perdue, du même réalisateur, sorti en 2020 également sur Netflix.

## Synopsis
Déterminé à retrouver Areski, désormais en cavale, Lino décide de faire le guet jour et nuit devant son ancienne maison, où la femme et le fils du flic corrompu habitent toujours. Julia, qui a pris la tête de la brigade après la mort de Charas, parvient à convaincre Lino de rejoindre son unité afin de mettre la main sur Areski.
Presque un an plus tard, Marco, le complice d'Areski, négocie sa sortie de prison en échange d'informations pour permettre le démantèlement du réseau de trafic de drogue pour lequel il travaillait. Lorsque Lino retrouve sa trace, il devient fou en apprenant que son ennemi est sur le point de s'en sortir, quelles que soient ses informations.
Lino décide alors de kidnapper Marco et de le livrer aux autorités espagnoles, déterminées à emprisonner pour de bon toutes les personnes liées au trafic. Julia, ne pouvant tolérer que Lino ne se comporte à nouveau en hors-la-loi, se lance à sa poursuite, déterminée à le raisonner et le stopper avant qu'il ne commette l'irréparable. Lino et Marco se retrouvent également poursuivis par un policier corrompu, le commandant Yuri Batista, déterminé à les éliminer.

## Fiche technique
Sauf indication contraire, les informations mentionnées dans cette section peuvent être confirmées par la base de données cinématographiques IMDb,  présente dans la section « Liens externes ».
- Titre original : Balle perdue 2
- Titre international anglophone : Lost Bullet 2
- Réalisation : Guillaume Pierret
- Scénario : Guillaume Pierret et Alban Lenoir
- Musique : Romain Trouillet
- Décors : Delphine Richon
- Costumes : Marion Moules et Matthieu Camblor
- Photographie : Morgan S. Dalibert
- Montage : Sophie Fourdrinoy
- Production : Rémi Leautier
- Sociétés de production : Inoxy Films, Nolita TV et Versus Production
- Société de distribution : Netflix
- Pays de production :  France
- Langue originale : français, espagnol
- Format : Couleur
- Genre : action, policier, drame
- Durée : 100 minutes
- Dates de sortie[1] :
  - France : 26 octobre 2022 (festival du cinéma méditerranéen de Montpellier)
  - Monde : 10 novembre 2022 (Netflix)

## Distribution
- Alban Lenoir : Lino
- Stéfi Celma : Julia
- Sébastien Lalanne : Marco Lopez
- Diego Martín : Alvaro
- Quentin d'Hainaut : Commandant Yuri Batista
- Anne Serra : Stella Novak
- Jérôme Niel : Yann
- Khalissa Houicha : Victoria
- Pascale Arbillot : Moss
- Thibaut Evrard : Le lieutenant Bruno
- Nicolas Duvauchelle : Areski Novak
- Rod Paradot : Quentin (archives et photos uniquement)

## Production
En mars 2021, le projet d'une suite à Balle perdue est annoncé par Netflix.
Le tournage débute en octobre 2021 à Agde dans l'Hérault. Il se déroule principalement dans la région Occitanie notamment sur l'aérodrome de Saint-Affrique - Belmont, ainsi qu'à Montpellier (et le lit du Verdanson).

## Suite
Dès la fin du tournage de ce deuxième opus, un troisième film est annoncé. Balle perdue 3 sort le 7 mai 2025 sur Netflix.